# Brevipalpus utriculus
Brevipalpus utriculus är en spindeldjursart som beskrevs av Mohammad Nazeer Chaudhri och Akbar 1985. Brevipalpus utriculus ingår i släktet Brevipalpus och familjen Tenuipalpidae. Inga underarter finns listade.